# مایکل آلباسینی
مایکل آلباسینی (آلمانی: Michael Albasini؛ زادهٔ ۲۰ دسامبر ۱۹۸۰) دوچرخه‌سوار اهل سوئیس است.
از باشگاه‌هایی که در آن رکاب زده‌است می‌توان به تیم اوریکا–اسکات، فاسا بورتولو، تیم دوچرخه‌سواری فوناک، لیکویگاس، و اچ‌تی‌سی-هایرود اشاره کرد.